# Rhyno
Pour les articles homonymes, voir Gérin et Rhino.
Terrence Romney Gerin (né le 7 octobre 1975 à Détroit) est un catcheur américain. Il travaille actuellement à la All Elite Wrestling sous le nom de Rhino.
Il est connu pour son travail à l'Extreme Championship Wrestling (ECW) où de 1999 à 2001 il remporte à deux reprises le championnat du monde télévision (dont il est le dernier détenteur) en plus d'être le dernier champion du monde poids-lourds de cette fédération. Après la banqueroute de l'ECW, il rejoint la World Wrestling Federation/Entertainment et y détient à trois reprises le championnat hardcore ainsi que le championnat des États-Unis de la World Championship Wrestling au cours de l'invasion. Il rejoint la Total Nonstop Action Wrestling en 2005 où il remporte le championnat du monde poids-lourds de la National Wrestling Alliance et quitte la fédération en 2010. Il travaille ensuite dans diverses fédérations en Amérique du Nord principalement ainsi qu'à la Ring of Honor. En 2015, il revient à la World Wrestling Entertainment au sein de NXT.
En 2019, il fait son retour surprise à Impact Wrestling en attaquant Michael Elgin. En 2020, il reforme son équipe avec Heath avec qui il remporta les championnats par équipe de SmackDown à la WWE en 2016, et remporte le Call Your Shot Gauntlet (2020), puis deux fois les championnats par équipe d'Impact.

## Carrière

### Jeunesse et débuts
Gerin joue au football américain au lycée ainsi qu'à l'université. Il part au Canada où il s'entraîne à la Border City Wrestling (BCW), une fédération dirigée par Scott D'Amore. Il y débute sous le nom de Terry Richards et forme un clan anti-américain surnommé Thug Life avec Sexton Hardcastle et Christian Cage. Il y remporte son premier titre le 16 août 1996 en devenant champion télévision de la BCW et rend son titre le 22 novembre,.
En 1997, il part en Europe où il travaille à la Catch Wrestling Association, une fédération autrichienne. Il y change de nom de ring pour celui de Rhino Richards et remporte à deux reprises le championnat du monde par équipe, d'abord avec Jean-Pierre LaFitte du 11 octobre au 22 novembre puis avec Joe X-Legend du 10 octobre 1998 au 31 décembre de cette même année.

### Extreme Championship Wrestling (1999-2001)
Gerin débute à l'Extreme Championship Wrestling (ECW) en 1999 et après une période d'essai où il affronte à deux reprises Taz pour le championnat du monde poids-lourds de l'ECW, Paul Heyman (le promoteur de la fédération) l'engage. Steve Corino devient son manager et fait régulièrement équipe avec Jack Victory (en).
Le 30 avril 2000, il remporte le championnat du monde télévision de l'ECW en battant Tajiri. Il défend pour la première fois son titre avec succès le 12 mai face au même adversaire. Deux jours plus tard à Hardcore Heaven il défend son titre face au Sandman avec succès et commence une rivalité avec ce dernier après avoir porté un piledriver sur Lori (la valet et épouse du Sandman en dehors des rings) et fait de même le 16 juillet à Heat Wave avec Spike Dudley qui remplace Lori,.
Le 8 septembre, il perd son titre télévision face à Kid Kash mais le récupère deux semaines plus tard,. Le 10 avril 2001, l'ECW est déclaré en banqueroute ce qui met fin à ses deux règnes de champion et perd aussi par la même occasion 50 000 dollars que la compagnie lui doit.

### World Wrestling Federation/Entertainment (2001-2005)

#### Alliance avec Edge et Christian et Hardcore Champion (2001)
Il débute à la World Wrestling Federation (WWF) aux côtés d'Edge et Christian. Il y fait son premier match télévisé le 22 mars où avec Edge et Christian ils perdent face aux  Dudley Boyz (Bubba Ray, D-Von et Spike Dudley).
Le 19 avril, il bat Kane et devient champion hardcore de la WWF avec l'aide de Triple H et Stone Cold Steve Austin qui attaquent Kane avec des chaises. Il perd ce titre le 21 mai à Raw face à Big Show. Il remporte une deuxième fois le championnat hardcore en attaquant Chris Jericho après sa victoire pour le titre face au Big Show alors qu'il retourne aux vestiaires,. Il le perd de nouveau le 14 juin face à Test avant de le regagné à nouveau le 25 mai face à ce dernier puis de le reperdre dans la foulée face à Mike Awesome.

#### Membre de The Alliance (2001)
Plus tard, il rejoint les anciens de l'Extreme Championship Wrestling, et attaquent avec eux Kane et Chris Jericho. Treize jours après à InVasion, il fait équipe avec les Dudley Boyz (Bubba Ray, D-Von Dudley), Booker T et Diamond Dallas Page et remportent un match face à  Chris Jericho, Kane, Kurt Angle, Steve Austin et l'Undertaker.
Lors de SummerSlam, il perd face à Chris Jericho.
Le 17 septembre, il attaque le champion des États-Unis de la WCW Tajiri et lui annonce qu'il est le nouveau challenger pour le titre et six jours plus tard à Unforgiven, Rhyno devient le nouveau champion,. Le 22 octobre, Kurt Angle met fin au règne de Rhyno. Peu de temps après, il est opéré d'une double hernie au niveau des vertèbres cervicales.

#### Diverses rivalités et départ (2002-2005)
Il fait une apparition le 22 juillet 2002 aux côtés d'Eric Bischoff qui souhaite l'engager.
Il remonte sur le ring le 18 janvier 2003 à l'Ohio Valley Wrestling, le club-école de la fédération, où il perd un match face à Doug Basham. Il retourne à la WWE le 27 février à SmackDown où il fait équipe avec Chris Benoit avec qui il remporte un match face à Matt Hardy et Shannon Moore. Ils ont leur match de championnat le 30 mars à WrestleMania XIX où la Team Angle conserve son titre, ce combat comprenant aussi Los Guerreros. Le 18 mai à Judgment Day ils perdent avec Spanky un match face à John Cena, Chuck Palumbo et Johnny Stamboli.
Le 27 juillet au cours de Vengeance, Chris Benoit affronte Eddie Guerrero en finale du tournoi où Rhyno intervient en fin de match en faveur de Guerrero en effectuant un Gore, un plaquage de football américain, sur son équipier permettant à Eddie d'être le nouveau champion. Il entre alors en rivalité avec son ancien équipier et le 24 août à SummerSlam, il participe avec Benoit et Tajiri à un Fatal four-way match pour le championnat des États-Unis où Eddie Guerrero conserve son titre.
Le 22 mars 2004, il est drafté à Raw, ce jour-là il perd un match pour le championnat du monde poids lourd de la WWE face à Chris Benoit.

### Total Nonstop Action Wrestling (2005-2010)
Rhino rejoint la TNA en juillet 2005. Pour sa première apparition, il porte son Gore sur le champion du monde poids-lourds de la NWA Raven, à la suite d'une défense contre Abyss à No Surrender. Rhino rejoint dans le même temps la Planet Jarrett.
À Bound For Glory, Rhino remporte trois combats, le premier est un Monster Ball match contre Abyss, Sabu et Jeff Hardy, le deuxième d'un 10 Mens Gauntlet match et pour finir un match de championnat NWA face à Jeff Jarrett immédiatement après le Gauntlet match. Rhino bat Jarrett pour le titre. Il le perd dix jours plus tard. Il a un match revanche en décembre à Turning Point mais perd à la suite de l'interférence de la Team Canada.
À Against All Odds, il bat Abyss.
En avril 2006, Rhino devient membre des Warriors avec Sting, A.J. Styles et R-Truth pour s'opposer à l'Army de Jeff Jarrett dans un Lethal Lockdown à Lockdown.
Rhino part ensuite en rivalité avec Monty Brown et Samoa Joe. Les trois hommes s'affrontent à Hard Justice où ce dernier remporte le match . À Bound for Glory, il perd face à Christian.
À Turning Point, il perd face à A.J. Styles. À Final Resolution, il prend sa revanche sur ce dernier dans un Last Man Standing match. À Against All Odds, il perd de nouveau face à A.J. Styles dans un Motor City Chain, avant de le rebattre à Destination X dans un Elevation X match. Lors de Lockdown, il est dans l'équipe d'Angle qui gagne face à celle de Christian.
À Victory Road, il perd face à James Storm. À Hard Justice, Rhino perd dans un Bar Room Brawl face au même adversaire. Rhino prend sa revanche sur ce dernier à No Surrender.
Par la suite, Rhino a une nouvelle rivalité avec Raven. Un Monster's Ball match a lieu à Bound for Glory entre Rhino, Raven, Abyss, et Goldust. Abyss remporte le match. Rhino revient en février à Against All Odds en portant un Gore sur James Storm dans un match pour le World Drinking Championship. À Destination X, Rhino défait James Storm dans un Elevation X Match.
Le 13 juillet 2007 pour le show Victory Road, il sera en équipe avec A.J. Styles et Christian Cage contre la Team 3D et Kurt Angle.
À Genesis, il aura un match de championnat du monde contre Sting, qu'il perdra.

#### Alliance avec Christian Cage (2007-2008)
À Lockdown dans un Lethal Lockdown match, Rhino fait le tombé sur James Storm et remporte le match avec Christian. Rhino forme alors une équipe avec Christian. À Hard Justice, Rhino et Christian vainquent la Team 3D.
Leur équipe se sépare lorsque Cage part à la conquête du titre mondial et que Rhino s'associe à la championne Knockout Taylor Wilde dans une rivalité contre The Beautiful People et Cute Kip. À Bound for Glory IV, Rhino en compagnie d'O.D.B. et Rhaka Khan sont vainqueurs contre The Beautiful People et Cute Kip dans un Bimbo Brawl. À Turning Point, il bat Sheik Abdul Bashir

#### Diverses rivalités et absence (2008-2010)

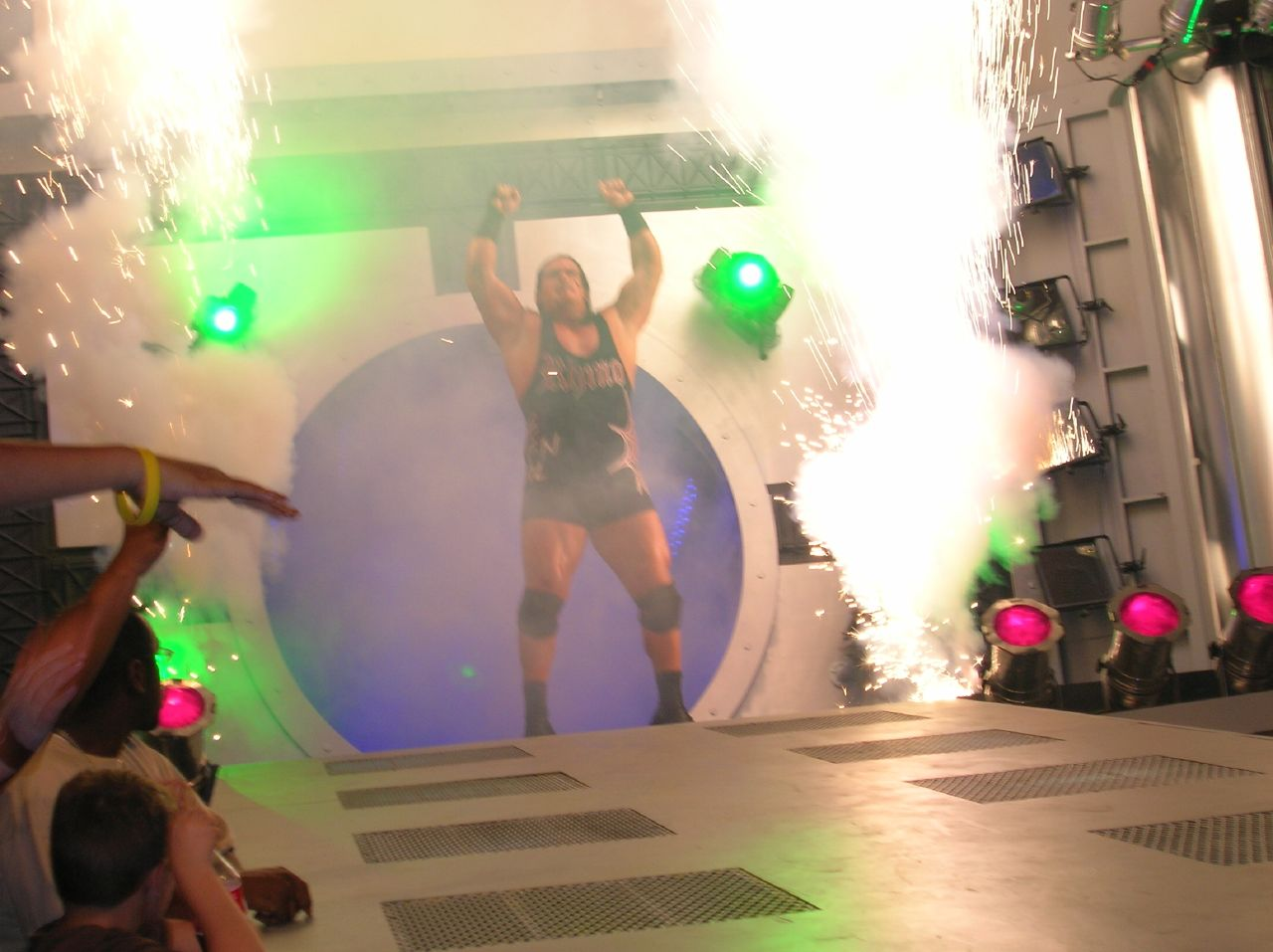
Rhino effectuant son entrée

À Genesis, Rhino perd contre Sting dans un match pour le titre poids-lourd.
À No Surrender, il perd face à Bobby Lashley.
À Turning Point, Rhino et la Team 3D battent Matt Morgan, Hernandez et D'Angelo Dinero. À Final Resolution, l'équipe de Morgan défait l'équipe de Rhino dans un match à élimination.

#### Retour puis licenciement (2008-2010)
Après des mois d'absence, Rhino réapparaît le 1er juillet à Impact!, se tenant dans la foule en accompagnant le nouveau clan The ECW Original qui se compose de Rhino, Tommy Dreamer, Stevie Richards, Rob Van Dam, Raven et Sabu. À Hardcore Justice: The Last Stand, il bat Al Snow et Spike Dudley.
Lors de No Surrender 2010, Rhino a un match contre Abyss qui perd et se fait agresser par celui-ci. Lors de Bound For Glory 2010, l'équipe EV.2, dont il fait partie gagne face au gars de Fortune (équipe formé de protégés de Ric Flair). À Turning Point, EV.2 affronte Fortune dans un match par équipe où chaque membre d'EV 2.0 qui a son contrat en jeu. EV.2 perd le match et Sabu est viré. Lors de Impact! du 11 novembre 2010, il effectue un Heel-turn en portant un Gore sur Rob Van Dam alors qu'il combattait Kazarian, laissant la victoire à ce dernier (l'arbitre était sonné). Lors de Final Resolution 2010, il perd contre Rob Van Dam dans un First Blood Match. Bischoff refuse de renouveler le contrat de Rhino, ce qui marque son départ de la TNA.

### Ring of Honor (2011-2013)
Lors de Best in the World, il perd contre Homicide. Lors de Death Before Dishonor, lui et Tommaso Ciampa battent Homicide et Jay Lethal. Lors de Border Wars, il perd contre Eddie Edwards. Lors de Death Before Dishonor, il perd contre Kevin Steen dans un No Disqualification Match et ne remporte pas le ROH World Championship.

### Familly Wrestling Entertainment (2012)
Lors de Back 2 Brooklyn, il perd contre Tommy Dreamer dans un Street Fight Match et ne remporte pas le FWE Championship.

### Extreme Rising (2012-2013)
Lors du show du 29 décembre 2013, il perd contre Stevie Richards et ne remporte pas le ER Championship.

### Retour à la Total Nonstop Action Wrestling (2014)
Le 3 juillet 2014, Rhino a fait son retour à la TNA, en attaquant Bully Ray au nom de Ethan Carter III pour l'aider à gagner un Tables Match.

### Retour à la World Wrestling Entertainment (2015-2019)

#### NXT Wrestling (2015)

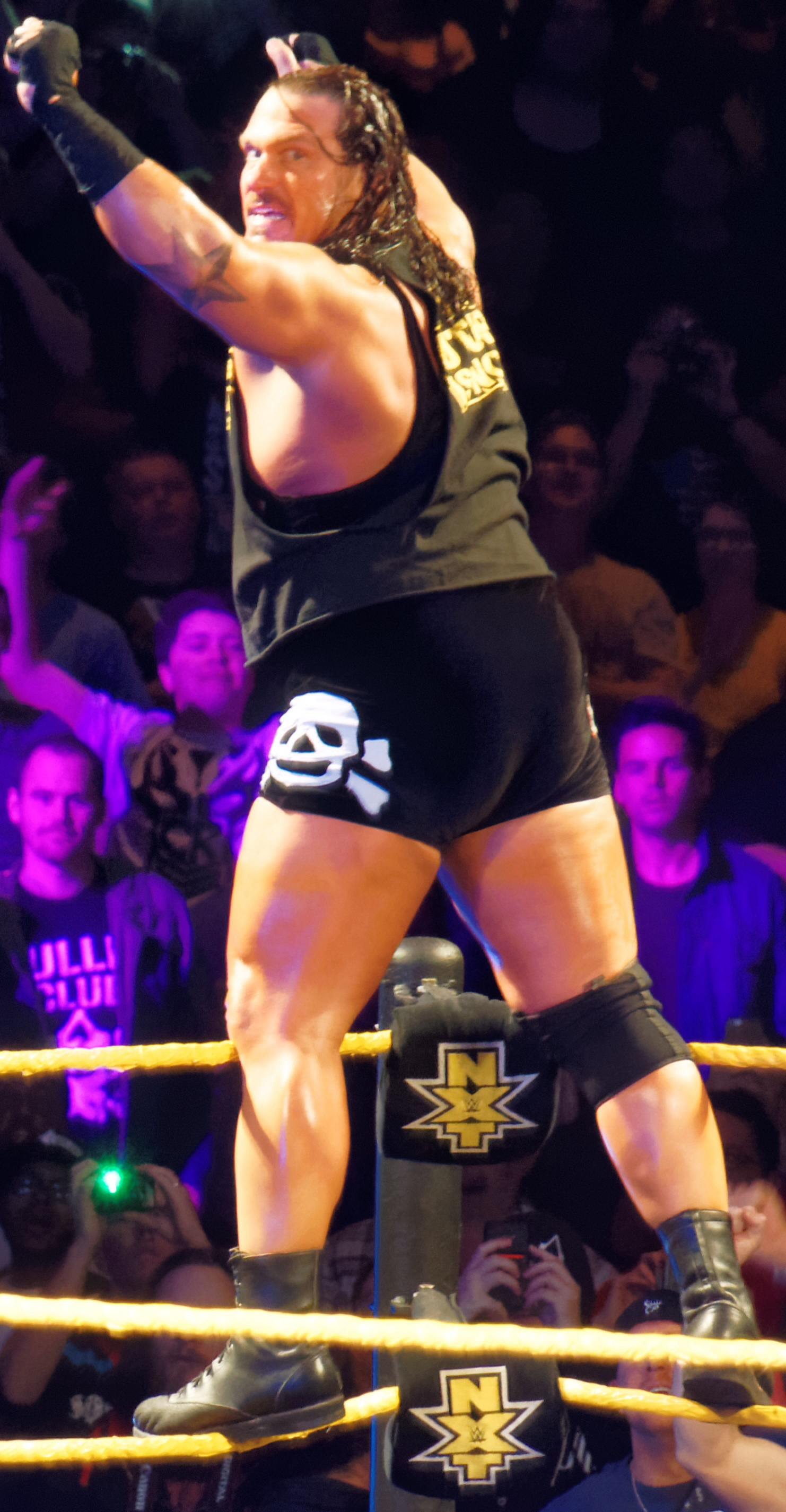
Rhyno en Mars 2015

Rhyno effectue son retour à la WWE dans le roster de NXT.
Lors de Unstoppable, il perd contre Baron Corbin. Lors de NXT Takeover: Respect, il fait équipe avec Baron Corbin et tous deux battent Chad Gable et Jason Jordan pour se qualifier pour le tournoi du Dusty Rhodes Tag Team Classic. Plus tard dans la soirée, il refait équipe avec Corbin mais ne parviennent pas à remporter la finale face à Finn Balor et Samoa Joe.

#### Roster principal (2015)
Le 7 décembre, Rhyno fait son retour dans le roster principal, où il se joint aux Dudley Boyz et Tommy Dreamer. Ils participent à un 16-man Elimination Fatal 4-Way Tag Team match, où ils sont éliminés par The League of Nations. Lors de TLC, ils perdent contre la Wyatt Family dans un 8-man Tag Team Elimination Tables match.

#### Retour à NXT (2016)
Rhyno fait son retour à NXT le 7 juillet 2016 en attaquant Blake, Murphy et The Hype Bros en plein match entre les 2 équipes.

#### SmackDown, Alliance avec Heath Slater et WWE SmackDown Tag Team Champion (2016-2017)

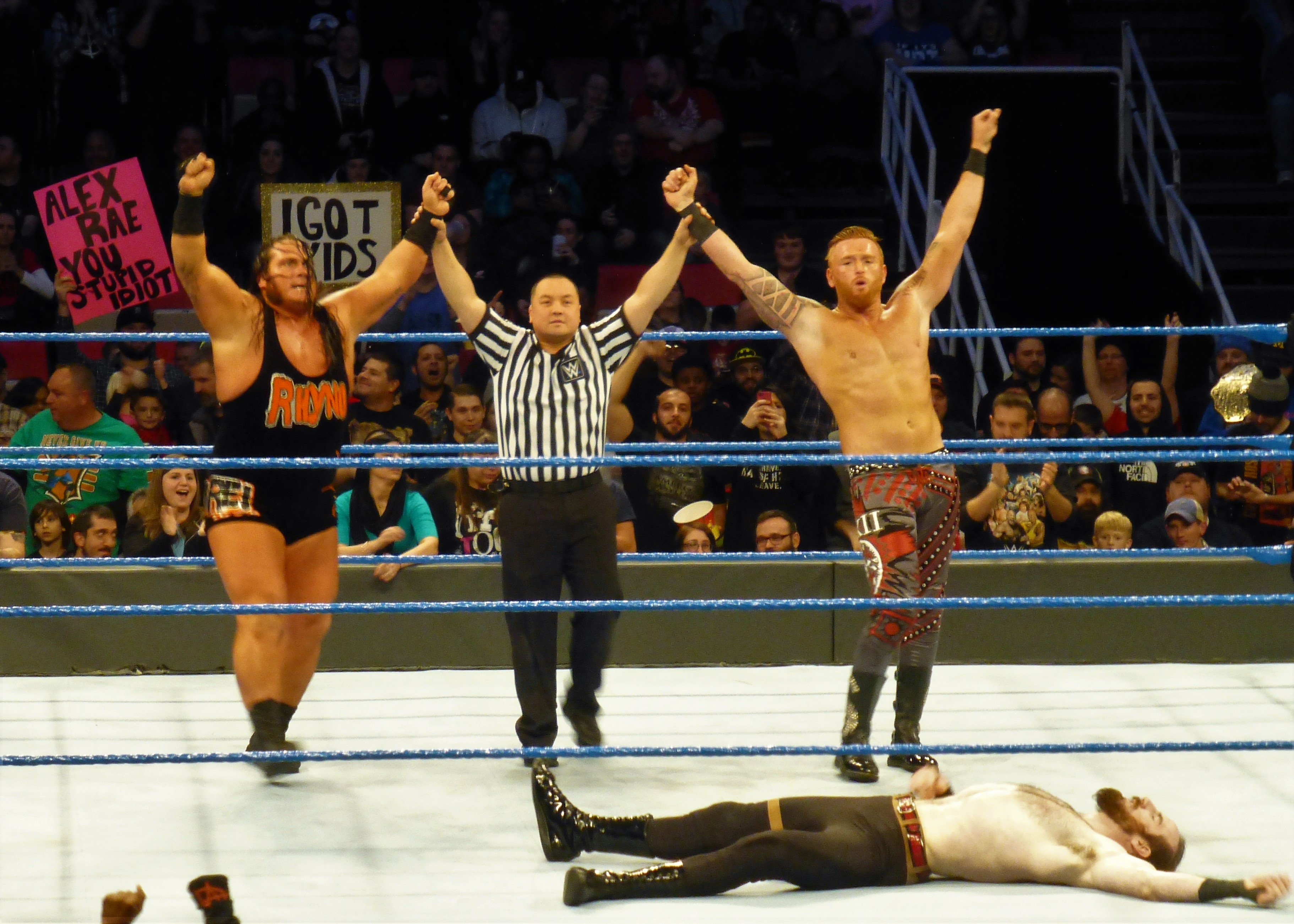
Rhyno et Heath Slater en décembre 2016.

Rhyno effectue son retour au sein du roster principal de la WWE lors d'un segment impliquant Heath Slater lors du show SmackDown Live le mardi 26 juillet 2016. Il porte alors sa prise de finition (The Gore) sur Slater.
Lors du Smackdown Live du 23 août, il se propose pour être le partenaire de Heath Slater pour les titres par équipe de Smackdown.
Lors de Backlash, il gagne avec Heath Slater contre The Usos et deviennent les tout premiers WWE SmackDown Tag Team Champions de l'histoire. Lors de No Mercy, ils battent The Usos et conservent leurs titres. Lors de TLC, ils perdent leurs titres contre The Wyatt Family (Randy Orton & Bray Wyatt).

#### Raw (2017-2019)
Le 10 avril 2017 lui et Heath Slater sont draftés à Raw.
Lors du Royal Rumble, il rentre en 3e position et se fait éliminer par Baron Corbin.
Lors de WrestleMania 34, il perd la bataille royale en mémoire d'Andre The Giant au profit de Matt Hardy en se faisant éliminer par Dash Wilder. Le 9 avril à Raw, Heath Slater & Rhyno perdent contre The Authors of Pain.
Lors du WWE Greatest Royal Rumble, il entre en 22e position dans le Royal Rumble match mais se fait éliminer par Roderick Strong.

### Second retour à Impact Wrestling (2019-...)

#### Retour et rivalités avec Michael Elgin & Moose (2019-2020)
Il effectue son retour masqué lors du pay per view Slammiversary en portant son gore sur Michael Elgin, il est à ce moment toujours sous contrat avec la WWE.
Le 26 juillet lors de l'épisode de Impact, il se dévoile en enlevant son masque avant de porter son gore sur Michael Elgin une nouvelle fois, officialisant son retour à Impact.
Lors de Hard to Kill, il perd face à Moose.

#### Alliance avec Heath et vainqueur du Call Your Shot Gauntlet (2020-2021)
Le 3 octobre 2020 lors de Victory Road, Rhino et son ancien partenaire Heath firent équipe pour la première fois à Impact en battant Reno Scum. Lors de Bound for Glory (2020), Rhino remporte le match, permettant à Heath d'intégrer la compagnie.
Lors de Final Resolution, il perd contre Eric Young. Lors de Hard to Kill (2021), il perd avec Tommy Dreamer et Jake Something contre Violent by Design (Eric Young, Deaner et Joe Doering).

#### Violent By Design et champion par équipe (2021-2022)
Le 13 mars 2021 lors de Sacrifice, Deaner et Joe Doering battent Chris Sabin et James Storm à la suite d'une intervention de Rhino en leur faveur, rejoignant par la même occasion Violent by Design. Le 20 mai à Impact, il encaisse son Call Your Shot sur les champions par équipe d'Impact, FinJuice (Juice Robinson et David Finlay), les bat et remportent les championnats par équipe d'Impact avec Doering,. Lors d'Against All Odds, Deaner et lui conservent les titres contre The Decay (Black Taurus et Crazzy Steve). Lors de Slammiversary XIX, Doering et lui perdent les titres au profit des Good Brothers (Doc Gallows et Karl Anderson) dans un match à quatre équipes qui compred également Rich Swann et Willie Mack ainsi que Fallah Bahh et No Way. Le mois suivant à Emergence, ils échouent en perdant de nouveau contre les Good Brothers, ne récupérant pas les titres. Eric Young blâme Rhino qui se fera tabasser par le groupe. Le 16 septembre à Impact, Rhino est exclu de VBD.

#### Champion par équipe avec Heath (2022)
Après son exclusion de Violent by Design, Rhino reforme son équipe avec Heath et entama une rivalité avec son ancien clan qui se conclut par une défaite de Heath et Rhino lors de Turning Point. Le 20 octobre à Impact, Rhino et Heath battent The OGK et remportent les championnats par équipe. Le 15 décembre, ils perdent les titres face à The Motor City Machine Guns.

## Palmarès
- Border City Wrestling
  - 1 fois Bchampion Télévision de la BCW[5]
- Canadian Wrestling's Elite
  - 1 fois CWE Tag Team Champion avec AJ Sanchez
- Catch Wrestling Association
  - 2 fois champion du monde par équipe de la CWA avec Joe Legend (1) et Jean-Pierre Lafitte (1)[6]
- Dramatic Dream Team
  - 1 fois Ironman Heavymetalweight Championship[57]
- European Wrestling Promotion
  - 1 fois EWP World Heavyweight Champion
- Extreme Championship Wrestling
  - 1 fois ECW World Heavyweight Champion
  - 2 fois ECW World Television Champion
- Insane Wrestling Revolution
  - 1 fois IWR World Tag Team Champion avec Heath (actuel)
- Jersey All Pro Wrestling
  - 1 fois JAPW Heavyweight Champion
- Prime Time Wrestling
  - 1 fois PTW Heavyweight Champion
- Total Nonstop Action Wrestling/Impact Wrestling
  - 1 fois NWA World Heavyweight Champion
  - 2 fois Impact World Tag Team Champion avec Eric Young, Joe Doering & Deaner (1) et Heath (1) (actuel)
  - Gauntlet for the Gold (2005- Heavyweight)
  - TNA Turkey Bowl (2008)
  - Call Your Shot Gauntlet (2020)
- Universyl Wrestling Enterprises
  - 1 fois UWE Heavyweight Champion
- USA Xtreme Wrestling
  - 1 fois UXW Heavyweight Champion
- World Series Wrestling
  - 1 fois WSW Heavyweight Champion
- World Wrestling Entertainment
  - 1 fois WCW United States Champion
  - 3 fois WWE Hardcore Champion
  - 1 fois WWE SmackDown Tag Team Champion avec Heath Slater (premier détenteur)
  - WWE SmackDown Tag Team Championship Tournament (2016) avec Heath Slater
- Xtreme Intense Championship Wrestling
  - 3 fois XICW Midwest Heavyweight Champion
  - 1 fois XICW Tag Team Championship avec Heath (actuel)
  - 1 fois XICW Proving Ground Tag Team Championship avec DBA (actuel)

## Récompenses des magazines
- Pro Wrestling Illustrated

| Année | 1996 | 1997 | 1998 | 1999 | 2000 | 2001 à 2003 | 2004 | 2005 | 2006 | 2007 | 2008 | 2009 | 2010 | 2011 | 2012 | 2013 | 2014 | 2015 | 2016       | 2017 | 2018 | 2019       | 2020 | 2021 | 2022 à 2023 | 2024 |
| ----- | ---- | ---- | ---- | ---- | ---- | ----------- | ---- | ---- | ---- | ---- | ---- | ---- | ---- | ---- | ---- | ---- | ---- | ---- | ---------- | ---- | ---- | ---------- | ---- | ---- | ----------- | ---- |
| Rang  | 489  | 398  | 241  | 19   | 10   | Non classé  | 57   | 157  | 42   | 39   | 61   | 68   | 139  | 160  | 129  | 87   | 115  | 145  | Non classé | 109  | 139  | Non classé | 250  | 340  | Non classé  | 307  |